# Amphiglossus ardouini
Amphiglossus ardouini är en ödleart som beskrevs av  François Mocquard 1897. Amphiglossus ardouini ingår i släktet Amphiglossus och familjen skinkar. IUCN kategoriserar arten globalt som sårbar.
Artens utbredningsområde är Madagaskar. Inga underarter finns listade i Catalogue of Life.

## Bildgalleri

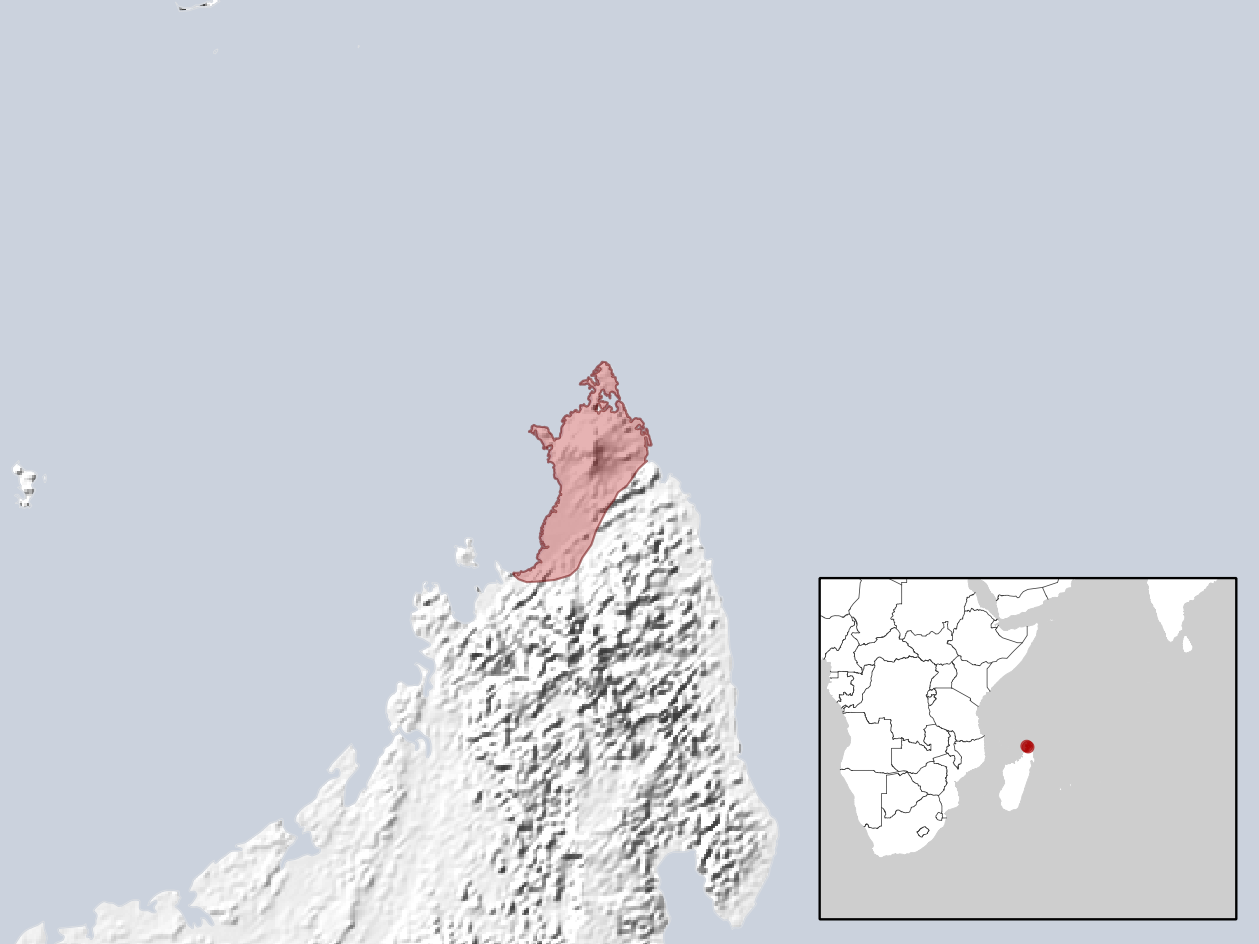